# Advanta Championships Philadelphia 1999
L'Advanta Championships of Philadelphia 1999 è stato un torneo femminile di tennis giocato sul sintetico indoor. È stata l'11ª edizione del torneo, che fa parte della categoria Tier II nell'ambito del WTA Tour 1999. Si è giocato al Philadelphia Civic Center di Philadelphia, negli USA dall'8 al 14 novembre 1999.

## Campionesse

### Singolare
Lindsay Davenport ha battuto in finale  Martina Hingis con il punteggio di 6–3, 6–4

### Doppio
Lisa Raymond /  Rennae Stubbs hanno battuto in finale  Chanda Rubin /  Sandrine Testud con il punteggio di 6–1, 7–6